# ماركو روبن
ماركو روبن (بالإسبانية: Marco Ruben)‏ (26 أكتوبر 1986 الأرجنتين - ) هو لاعب كرة قدم أرجنتيني، يلعب كمهاجم.

## وصلات خارجية
ماركو روبن على موقع الاتحاد الأوربي (الإنجليزية)
- ماركو روبن على موقع اتحاد أوكرانيا (الإنجليزية)
- ماركو روبن على موقع قاعدة بيانات كرة القدم.إي يو (الإنجليزية)
- ماركو روبن على موقع ناشيونال فوتبول تيمز (الإنجليزية)
- ماركو روبن على موقع Soccerway.com (الإنجليزية)
- ماركو روبن على موقع عالم كرة القدم.نت (الإنجليزية)
- ماركو روبن على موقع AS.com (الإسبانية)